# Valle de Santullán

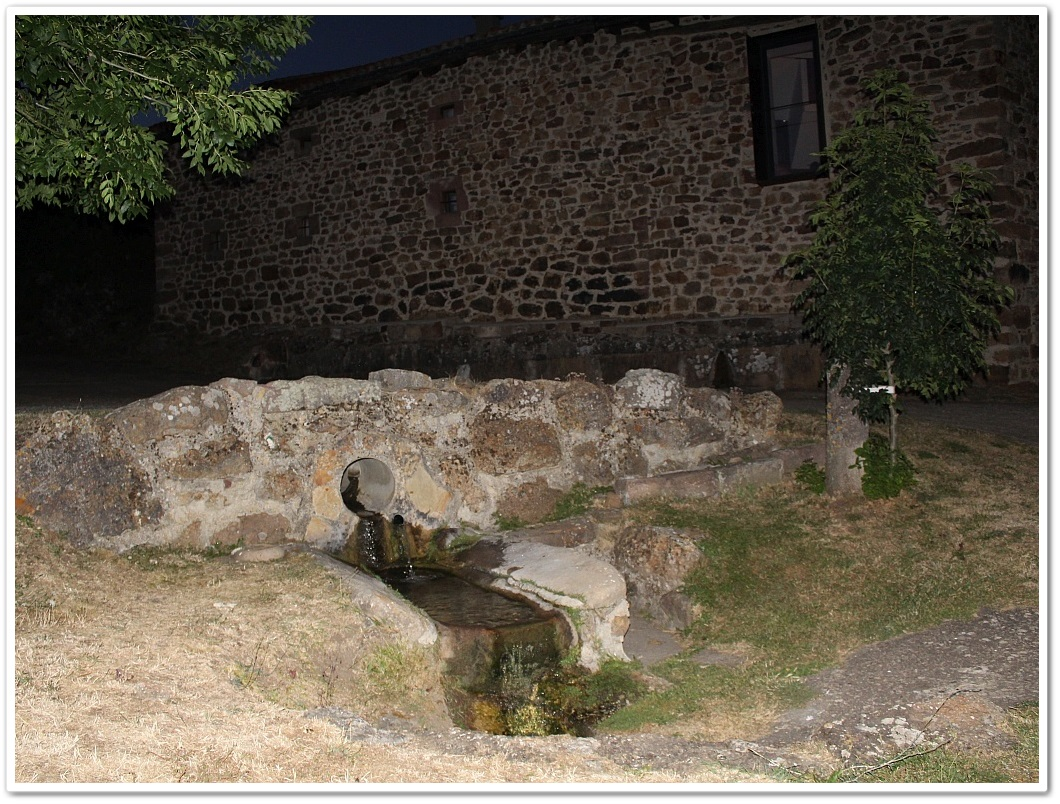
Pila de la cañada

Valle de Santullán es una localidad y también una pedanía del municipio de San Cebrián de Mudá en la provincia de Palencia, Comunidad Autónoma de Castilla y León, España.

## Historia
Antaño conocido como valle de San Julián.
A la caída del Antiguo Régimen se constituye este municipio constitucional y que en el censo de 1842 contaba con 13 hogares y 68 vecinos, para posteriormente integrarse en San Martín de Perapertú. Este municipio cambia de nombre, pasando a denominarse Valle de Santullán, para a mediados del siglo XX integrarse en San Cebrián de Mudá.

## Geografía humana

### Demografía
| Gráfica de evolución demográfica de Valle de Santullán entre 1842 y 1940 |
| |
| Población de derecho según los censos de población del INE Población de hecho según los censos de población del INEEntre el censo de 1887 y el anterior, aparece este municipio porque cambia de nombre y desaparece el municipio 34508 (San Martín de Parapertu) Entre el censo de 1857 y el anterior, este municipio desaparece porque se integra en el municipio 34508 (San Martín de Parapertú) Entre el censo de 1950 y el anterior, este municipio desaparece porque se integra en el municipio 34160 (San Cebrián de Mudá) |

Evolución de la población en el siglo XXI
| Gráfica de evolución demográfica de Valle de Santullán entre 2000 y 2020 |
|                                                                          |
| Población de derecho (2000-2020) según el padrón municipal del INE       |

## Parroquia
Iglesia parroquial católica de la Asunción de Nuestra Señora en la unidad pastoral de Barruelo de Santullán en el arciprestazgo de Campoó-Santullán.
La fábrica es de sillería y data del siglo XVI, con portada gótica, de primeros del siglo XIII, con tres retablos barrocos, cruz de plata del siglo XVI.

## Notas

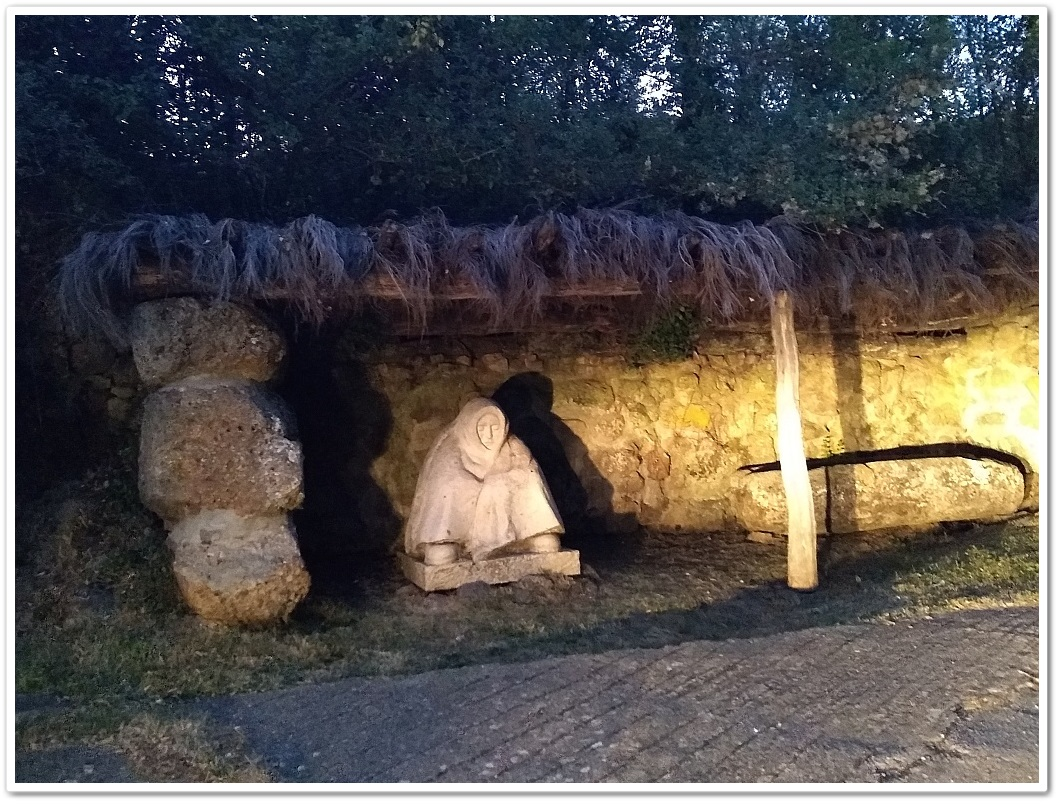
Pilonera de la iglesia